# 大町町立小中一貫校大町ひじり学園
大町町立小中一貫校大町ひじり学園（おおまちちょうりつ しょうちゅういかんこう ひじりがくえん）は佐賀県杵島郡大町町大字大町にある公立義務教育学校。

## 概要
歴史
大町小学校の創立は1875年（明治8年）、大町中学校の創立は1947年（昭和22年）。2011年（平成23年）に小中一貫教育校となり、2016年（平成28年）には九州では初めて義務教育学校となった。
校名の由来
ひじり学園の「ひじり」は、大町町の山「聖岳（ひじりだけ）」に由来している。
教育目標
「大磨 智誠 ～知・徳・体を大きく磨き、人格の完成を目指す～」
「大磨智」は過去の小学校名の大磨智（おおまち、大町と同じ読み）にちなんでいる。
特色
前期課程6年間、後期課程3年間を基本に、1～4年生を「前期ブロック」（基礎期）、5～7年生を「中期ブロック」（定着期）、8･9年生を「後期ブロック」（発展期）に分けた「ブロック制」をとっている。
校章
学園名のひじりの「ひ」の文字をベースにして、笑顔に見えるようなデザインとなっている。ローマ字で「HIJIRI」（横書き）が入っている。
校歌
大町中学校の校歌がひじり学園の校歌として歌い継がれている。1954年（昭和29年）制定。作詞は中島哀浪、作曲は真島豹吉による。歌詞は2番まであり、1番の冒頭で学園名の由来となった「聖岳」が登場する。
校区
杵島郡大町町全域。

## 沿革
旧・大町小学校
- 1875年（明治8年）- 大字大町に「花山[4]小学校」が、大字福母「含文小学校」が開校。
- 1878年（明治11年）頃 - 花山小学校が「大磨智小学校」に改称。大磨智は「おおまち」と読み、大町と同じ。
- 1883年（明治16年）- 含文小学校を統合。
- 1885年（明治18年）- 「公立中等大磨智小学校」に改称。
- 1887年（明治20年）- 小学校令施行により、尋常科（4年生）を設置の上、「尋常大磨智小学校」に改称。
  - 十二ヶ村組合立高等東郷小学校が創立。
- 1889年（明治22年）4月1日 - 町村制施行により、大町村と福母村が合併し、「大町村」が発足。
- 1892年（明治25年）4月 - 「大町尋常小学校」に改称。高等東郷小学校が白石高等小学校に改称。
- 1894年（明治27年）- 現在地に木造2階建て校舎1棟が完成。
- 1897年（明治30年）- 白石高等小学校の設置者であった学校組合から大町村が脱退。
- 1899年（明治32年）9月 - 四ヶ村[5]組合立江北高等小学校が新設[6]される。
- 1900年（明治33年）4月 - 四ヶ村[5]組合立江北高等小学校の廃止[6]により、高等科を併置の上、「大町尋常高等小学校」に改称。
- 1902年（明治35年）- 福母炭鉱の発展により、労働者が増加。それに伴い、児童数が増加したため、校舎1棟を増築。
  - 児童の増加は続き、校舎不足で、役場や寺社等に仮教室を設置し、分散授業を行うこととなる。
- 1907年（明治40年）4月 - 大町農業補習学校が併置される。村内10地区（島・上揚・大谷口・下潟・上分・小通・下大町・上大町・畑ヶ田・不動寺）に補習学校の分教場が設置される。
- 1908年（明治41年）4月 - 改正小学校令により、尋常科（義務教育）が4年制から6年制に変更となる。旧高等科1・2年を新尋常科5・6年、旧高等科3・4年を新高等科1・2年とする。児童数増加により、校舎1棟を改築（この時の児童数約700名）。
- 1919年（大正8年）- 佐賀炭鉱の創業により、児童数は急増。以降、ほぼ毎年校舎の増築を行うこととなる。
- 1922年（大正11年）
  - 1月1日 - 大町村が町制施行して大町町となる。
  - この年 - 農業補習学校の10分教場が廃止され、本校1校に統合。
- 1923年（大正12年）- 児童数1,583名。農業補習学校に女子部が設置される。
- 1926年（大正15年）- 児童数約2,000名。農業補習学校が青年訓練所充当となる。
- 1927年（昭和2年）- 佐賀炭鉱が「杵島炭鉱」に改称。児童数2,462名。
- 1928年（昭和3年）1月 - 大町農業補習学校が大町公民学校に改称。
- 1930年（昭和5年）- 新運動場を整備。児童数3,142名。
- 1932年（昭和7年）- 特別教室（剣道道場兼用）1棟が完成。
- 1934年（昭和9年）- プール（後に中学校用プール）が完成。
- 1935年（昭和10年）- 青年学校令施行により、併置の大町公民学校が大町実業青年学校に改称。
- 1936年（昭和11年）1月1日 - 町制施行により、大町村が大町町になる。
- 1938年（昭和13年）- 講堂が完成。児童数3,783名。
- 1941年（昭和16年）4月1日 - 国民学校令施行により、「大町町国民学校」に改称。尋常科を初等科に改める。児童数4,007名。職員室が完成。
- 1943年（昭和18年）- 通学路が完成。
- 1944年（昭和19年）- 運動場を拡張。
- 1947年（昭和22年）4月1日 - 学制改革が行われる。
  - 大町町国民学校の初等科は、新制小学校「大町町立大町小学校」に改組・改称。
  - 大町町国民学校の高等科は青年学校の普通科とともに、新制中学校「大町町立大町中学校」に改組される。
- 1948年（昭和23年）- PTAが発足。
- 1950年（昭和25年）- 児童数急増のため、5部制を実施。
- 1952年（昭和27年）- 保健室・2階建て木造校舎が完成。児童数3,159名。
- 1955年（昭和30年）
  - 3月 - 校旗・校歌（二代目）を制定。
  - この年 - 木造2階建て特別教室が完成。
- 1957年（昭和32年）- 鉄筋コンクリート造3階建て新校舎（14教室、第一期工事）が完成。
- 1958年（昭和33年）- 鉄筋コンクリート造3階建て新校舎（12教室、第二期工事）が完成。86学級、児童数4,065名。
- 1960年（昭和35年）- 児童数が最大（ピーク）の4,069名を記録し、日本一のマンモス校となる[7]。
- 1963年（昭和38年）- 牛乳給食を開始。児童数2,375名。
- 1966年（昭和41年）- 給食センターの完成により、完全給食を開始。
- 1968年（昭和43年）- プールが完成。
- 1969年（昭和44年）- 杵島炭鉱の閉山により、児童約250名が転出し、在籍児童数が1,225名となる。
- 1973年（昭和48年）3月 - 校歌を改定（三代目）。
- 1974年（昭和49年）- 火災により校舎2棟（14棟・15棟）を焼失。
- 1976年（昭和51年）- 創立100周年記念式典を挙行。
- 1979年（昭和54年）- 運動場を整備。
- 1988年（昭和63年）- 管理棟・特別教室棟が完成。
- 1992年（平成4年）- 体育館が完成。
  - 旧校章 - 「大町」の文字（縦書き）を図案化したデザインとなっている。
  - 旧校歌
    - 初代 - 作詞は古川邦司、作曲は吉田修一による。2番まであり、両番の歌詞中に校名の「大町」が登場。1921年（大正10年）から1945年（昭和20年）にかけて歌われていた。
    - 二代目 - 1955年（昭和30年）制定。作詞は中島哀浪、作曲は陶山聡による。歌詞は2番まであり、両番の歌詞中に「大町小学校」が登場。
    - 三代目 - 1973年（昭和48年）制定。作詞は前田清馬、作曲は富永操による。歌詞は2番まであり、両番の歌詞中に「大町小学校」が登場。

旧・大町中学校
- 1947年（昭和22年）
  - 4月1日 - 学制改革が行われ、新制中学校「大町町立大町中学校」が発足。小学校校舎および青年学校校舎を使用。
  - 5月3日 - 開校式を挙行。
- 1948年（昭和23年）- 青年学校が廃止される。第6棟が完成。
- 1949年（昭和24年）- 第7棟・第8棟が完成。
- 1954年（昭和29年）5月 - 校歌を制定。
- 1955年（昭和30年）- 図書館が完成。
- 1957年（昭和32年）- 校旗が寄贈される。
- 1961年（昭和36年）- 生徒数が最大（ピーク）の1,791名を記録。
- 1962年（昭和37年）8月- 鉄筋コンクリート造2階建て校舎（9教室）が完成。
- 1964年（昭和39年）- 運動場を全面改造。
- 1966年（昭和41年）- 学校給食を開始。
- 1970年（昭和45年）2月 - 体育館が完成。
- 1971年（昭和46年）- 運動場を整備。体育部室が完成。
- 1972年（昭和47年）- 鉄筋コンクリート造2階建て校舎（10教室）が完成。
- 1973年（昭和48年）- 南運動場を整備。
- 1978年（昭和53年）- 運動場を整備。
- 1980年（昭和55年）- 管理・特別教室棟が完成。
- 1997年（平成9年）- 新体育館が完成。
  - 旧校章 - 桜の花弁を背景にして、「大」の文字を上に、「中」の文字を中央に、「町」の文字を下に配したデザインになっている。
  - 旧校歌 - ひじり学園の校歌として歌い継がれている。#概要を参照。

小中一貫校
- 2011年（平成23年）4月1日 -「大町町立 小中一貫校 大町ひじり学園」（現校名）になる。校舎隣接型の小中連携を開始。
- 2013年（平成25年）- 小中一体型の新校舎が完成し、移転を完了。小中それぞれの体育館、南運動場は、既存のまま使用を継続[8]。
- 2014年（平成26年）- コミュニティ・スクールに指定される。
- 2015年（平成27年）- 小学校と中学校のPTAを統合。

義務教育学校
- 2016年（平成28年）4月1日 - 大町小学校と大町中学校が統合の上、義務教育学校となる。

## 交通
最寄りの鉄道駅
- JR九州 佐世保線 「大町駅」

最寄りのバス停留所
- 祐徳バス 武雄線 「大町ひじり学園前」停留所

最寄りの幹線道路
- 国道34号 「大町ひじり学園前」交差点

## 周辺
- 大町町役場
- 大町町総合福祉保健センター
- 大町東郵便局

## 参考資料
- 「大町町史 下巻」（1987年（昭和62年）9月21日, 大町町）p.187～p.278
- 「義務教育学校の充実に関する基本方針～大町町第二期小中一貫教育推進プラン～ (PDF) 」- 大町町ウェブサイト